# بیسون (ویرجینیای غربی)
بیسون (به انگلیسی: Beeson) یک منطقهٔ مسکونی در ایالات متحده آمریکا است که در شهرستان مرسر، ویرجینیای غربی واقع شده‌است. بیسون ۷۱۵٫۹۸ متر بالاتر از سطح دریا واقع شده‌است.